# Befrielsearméns Dagblad
Befrielsearméns Dagblad (解放军报, pinyin: Jiěfàngjūn bào) är en kinesisk tidning knuten till Folkets befrielsearmé. Den skriver om saker som är relaterade till Folkets befrielsearmé och andra militära angelägenheter.